# Sankt Eriks kapell, Uppsala

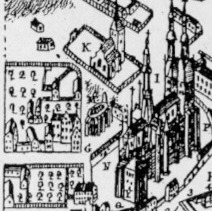
Sankt Eriks kapell (till vänster om Domkyrkan) på en karta från 1770 föreställande Uppsala före stadsbranden 1702.

Sankt Erik kapell var en kapellbyggnad som uppfördes på Domberget i Uppsala under 1200-talet, söder om den plats där senare Uppsala domkyrka kom att uppföras på nuvarande Riddartorget.
Byggnaden omtalas första gången 1278, då domprosten Björn testamenterade 1 mark silver till Ecclesie sanctj ericj in Arusia. Troligen överfördes Sankt Eriks reliker till Östra Aros redan i samband med beslutet om överflyttningen av ärkebiskopssätet 1273. Då var ännu inte Uppsala domkyrka färdigställd, varför troligen relikerna förvarades här.
Det äldsta kapellet var en träbyggnad, men den ersattes snart av en tegelbyggnad med polygonalt kor med sockel av kalksten, stävpelare, höga fönster och på västgaveln ett rosfönster. Två belägg finns från 1496 respektive 1500, det senare ett brev som påbjuder att alla lärare och studenter var skyldiga att närvara vid universitetets gudstjänster i Sankt Eriks kapell, som talas om som "det större" kapellet. Det har lett till teorier om att det funnit två Sankt Eriks kapell, något som inte förefaller hållbart då några spår av något annat kapell med detta namn inte finns.
Det prebende som tillhörde kapellet och universitetet drogs 1541 in av Gustav Vasa och 1544 indrogs "örngott" (antagligen altarkläde) och ljusstakar från kapellet till Kungsgården. Byggnaden stod dock kvar fram till stadsbranden 1702, varefter dess tegel kom att användas till restaurering av domkyrkan.